# Photonik

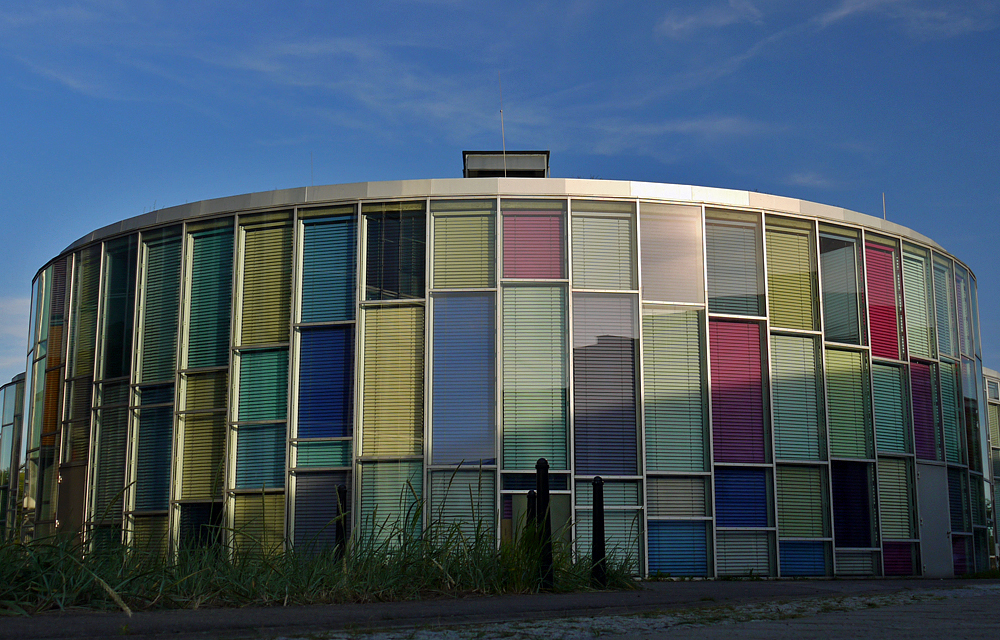
Photonikzentrum in Berlin-Adlershof

Die Photonik (griechisch Photon „Lichtteilchen“ und Suffix -ik „Kunde von, Lehre von“) ist ein Wissenschaftszweig mit Schwerpunkt in der Physik. Er umfasst die Grundlagen und die Anwendungen optischer Verfahren und Technologien auf die Bereiche der Übertragung, Speicherung und Verarbeitung von Information.
Im engeren Sinne steht Photonik für Optoelektronik; im weiteren Sinne wird es über die Nachrichtentechnik hinaus verwendet für nicht-klassische optische Technologien, z. B. beim Gebrauch optischer Prozessoren.

## Bereiche
Die Photonik hat sich zunächst vor allem aus der optischen Nachrichtentechnik entwickelt, die seit den 1980er Jahren durch den Einsatz von Glasfasern als Übertragungsmedium und der Laserdiode als modulierbarer Lichtquelle die elektrische Übertragungstechnik zuerst im Bereich der Telekommunikation, später auch bei kürzeren Entfernungen abgelöst hat. Durch Weiterentwicklung der Grundlagen (Verständnis der Lichtausbreitung) und der Bauelemente (Lichtquellen, Modulatoren, Detektoren sowie mikro- und nano-optische Bauelemente und Systeme) hat sich der Anwendungsbereich der Photonik in den vergangenen Jahren stark erweitert. Heute hat die Photonik neben Anwendungen in den traditionellen Bereichen der Informationstechnik (Übertragung, Speicherung und Verarbeitung von Information) auch Bezug zu Bereichen wie der Nanotechnologie (Nanophotonik).

## Forschung
Zu den aktuellen Forschungsschwerpunkten im Bereich der Photonik gehören die Herstellung von mikro- und nano-strukturierten Komponenten. Dies sind einerseits Lichtquellen wie LED, OLED und Laser, auf der anderen Seite Wellenleiterstrukturen wie photonische Kristalle, plasmonische Wellenleiter, sowie mikrooptische Bauelemente und Systeme hin zu photonischen Speichern (AOFF).
Nach der Entwicklung der Topologischen Isolatoren werden in der Photonik topologische Methoden zur Erschließung neuer Anwendungen entwickelt (Topologische Photonik).

## Praxis
Man kann die praktischen Einsatzgebiete der Photonik grob in vier Felder einteilen:
- Beleuchtung und Displays
- industrielle Fertigung und Qualitätssicherung
- Information und Kommunikation
- Life Sciences (vgl. Biophotonik)

Die optische Kommunikation über große Entfernungen mit Hilfe von glasfaser-basierten Netzen ist mittlerweile Standard. Die Glasfasertechnik bietet enorme Datenkapazitäten: derzeit findet die Übertragung im Festnetz bei einer Wellenlänge von 1550 nm mit Datenraten von 2,5 GBit/s statt. Durch Anwendung der Wellenlängenmultiplex-Technik (WDM) sind Übertragungskapazitäten bis in den Terabit/s-Bereich möglich.
Derzeitige Entwicklungen betreffen vor allem den Bereich des Zugangs zum Festnetz, hier ist vor allem das Stichwort „fiber to the home“ (FTTH) zu nennen, womit Teilnehmer per Glasfaser mit Datenraten von bis zu 1 GBit/s nach Hause versorgt würden.
In der Produktionstechnik und industriellen Fertigung werden traditionell optische Verfahren eingesetzt. Dies betrifft zum Teil den Bereich der Messtechnik zur Oberflächenkontrolle und Dimensionsvermessung, wobei eine Vielzahl von Verfahren zum Einsatz kommen. Stichworte sind Interferometrie, Holographie, optische Entfernungsmessung usw. Bei der Bearbeitung von Materialien hat seit den 1980er und 90er Jahren der Einsatz von Lasern zum Schweißen, Schneiden und Bohren gegenüber klassischen mechanischen Verfahren stark zugenommen. Die Lasermaterialbearbeitung ist z. B. in der Automobilindustrie ein wesentliches Werkzeug zur schnellen, präzisen und zuverlässigen Herstellung von Karosserien. Aber auch im Mikrobereich werden Laserverfahren seit einiger Zeit eingesetzt, wobei die Verwendung von kurzen Pulsen mit Pulsdauern im Piko- und Femtosekundenbereich interessant ist.
Im Bereich der Life Sciences (dies umfasst spezielle Bereiche von Biologie und Medizin) wurde in den vergangenen Jahren der Begriff Biophotonik geprägt. Optische Verfahren haben hier zusätzliche Bedeutung erlangt durch Erweiterung der Mikroskopie hin zu hochauflösenden Verfahren wie der Nahfeldmikroskopie. Für die Handhabung von mikro- und nanoskopischen Teilchen ist das Prinzip der optischen Pinzette von großem Interesse.
In den Bereichen von Beleuchtungstechnik und Displaytechnik haben optische Verfahren und neue Komponenten große Veränderungen bewirkt. Bei der Displaytechnik haben in den vergangenen Jahren Flüssigkristalldisplays die konventionellen Röhrenmonitoren weitestgehend abgelöst. Ähnlich drastische Veränderungen könnten bei der Beleuchtungstechnik bevorstehen, wo superhelle LEDs (lichtemittierende Dioden), z. T. auch auf der Basis von organischen Materialien (sog. OLEDs), dabei sind, für die Beleuchtung in und außerhalb von Gebäuden interessant zu werden.

## Industrie
Das Beratungsunternehmen McKinsey geht davon aus, dass der globale Markt für photonics-enabled systems von rund 1.400 Milliarden Dollar im Jahr 2021 auf 1.760 Milliarden Dollar im Jahr 2025 ansteigen wird. Das entspricht einem jährlichen Wachstum von etwa 6 Prozent. Auf die Photonik-Komponenten (Lichtquellen, Optiken und Sensoren) entfielen davon im Jahr 2021 knapp 10 % (120 Milliarden Dollar). Es wird ein jährliches Wachstum von bis zu 10 Prozent und damit ein Anstieg auf 178 Milliarden Dollar im Jahr 2025 erwartet.
Nach Einschätzung der europäischen Photonik-Plattform Photoncis21 soll der Weltmarkt für Photonik (in einem engeren Sinne) von 654 Milliarden Euro im Jahr 2019 auf rund 900 Milliarden Euro im Jahr 2025 ansteigen, was einem jährlichen Wachstum von 6 Prozent entspricht. Auf die mehr als 5.000 Unternehmen der europäischen Photonikindustrie entfiel 2019 ein Umsatz von rund 100 Milliarden Euro.
Nach Spectaris-Angaben, basierend auf Berechnungen des Beratungsunternehmens Tematys, erwirtschafteten in Deutschland im Jahr 2022 rund 1.000 Photonikhersteller mit 190.600 Beschäftigten einen Umsatz von über 50 Milliarden Euro. Bis 2025 wird ein jährlicher Umsatzzuwachs von rund 7 Prozent erwartet.

### Bücher
- Georg A. Reider: Photonik – Eine Einführung in die Grundlagen. Springer-Verlag, Wien New York 2005, ISBN 3-211-21901-3 (eingeschränkte Vorschau in der Google-Buchsuche).
- Bahaa E. A. Saleh, Malvin Carl Teich: Grundlagen der Photonik. 2. Auflage. John Wiley & Sons, Weinheim 2008, ISBN 978-3-527-40677-7 (eingeschränkte Vorschau in der Google-Buchsuche).
- Bahaa E. A. Saleh, Malvin Carl Teich: Optik und Photonik. 3. Auflage. Wiley-VCH Verlag, Weinheim 2020, ISBN 978-3-527-34723-0 (eingeschränkte Vorschau in der Google-Buchsuche).
- Ralf Menzel: Photonics: Linear and Non Linear Interactions of Laser Light and Matter. Springer Science & Business Media, Berlin Heidelberg New York 2001, ISBN 3-540-67074-2 (eingeschränkte Vorschau in der Google-Buchsuche).
- Mool C. Gupta, John Ballato: The Handbook of Photonics. CRC Press, 2018, ISBN 978-0-367-38963-5 (eingeschränkte Vorschau in der Google-Buchsuche).
- P. R. Sasi Kumar: Photonics - an introduction. Prentice-Hall of India Pvt.Ltd, New Delhi 2012, ISBN 978-81-203-4532-4 (eingeschränkte Vorschau in der Google-Buchsuche).
- Ari T. Friberg, René Dändliker (Hrsg.): Photonic: An introduction. SPIE Press, Wellingham Washington 2008, ISBN 978-0-8194-7234-2 (eingeschränkte Vorschau in der Google-Buchsuche).
- Graham Smith, Terry A. King, Dan Wilkins: Optics and Photonics: An Introduction. John Wiley & Sons, Weinheim 2007, ISBN 978-0-470-01783-8 (eingeschränkte Vorschau in der Google-Buchsuche).
- Chi H. Lee (Hrsg.): Microwave Photonics. 2. Auflage. CRC Press, 2017 (eingeschränkte Vorschau in der Google-Buchsuche).
- Ekbert Hering, Rolf Martin (Hrsg.): Photonik: Grundlagen, Technologie und Anwendung. Springer-Verlag, 2005, ISBN 3-540-23438-1 (eingeschränkte Vorschau in der Google-Buchsuche).
- Rainer Dohlus (Hrsg.): Photonik: physikalisch-technische Grundlagen der Lichtquellen, der Optik und des Lasers. Oldenbourg, 2010, ISBN 978-3-486-58880-4.
- Shimon Y. Nof, Andrew M. Weiner, Gary J. Cheng: Laser and Photonic Systems: Design and Integration. CRC Press, 2014, ISBN 978-1-138-07629-7 (eingeschränkte Vorschau in der Google-Buchsuche).
- Paul R. Prucnal, Bhavin J. Shastri: Neuromorphic Photonics. CRC Press, 2017, ISBN 978-1-4987-2522-4 (eingeschränkte Vorschau in der Google-Buchsuche).
- Daryl Inniss, Roy Rubenstein: Silicon Photonics: Fueling the Next Information Revolution. Morgan Kaufmann Publishers (Elsevier), Burlington (Massachusetts) San Francisco 2016, ISBN 978-0-12-802975-6 (eingeschränkte Vorschau in der Google-Buchsuche).
- Craig Hoffman, Ronald Driggers: Encyclopedia of Optical and Photonic Engineering. Band 1-4. CRC Press, 2015, ISBN 978-1-4398-5097-8 (4000 S., eingeschränkte Vorschau in der Google-Buchsuche).

### Fachzeitschriften
- Photonik. Fachzeitschrift für die Optischen Technologien. ISSN 1432-9778
- Photonics Spectra. ISSN 0891-5350
- Laser Focus World. ISSN 1043-8092
- Nature Photonics. ISSN 1749-4885
- Photonics Research. ISSN 2327-9125
- PhotonicsViews.ISSN 2626-1294